# 도야마카모쓰역
도야마화물역(일본어: 富山貨物駅, とやまかもつえき)은 일본 도야마현 도야마시에 있는 일본화물철도의 철도역이다.
12 ft급 컨테이너, 20 ft·30 ft급 대형 컨테이너, 20 ft급 ISO 규격 해상 컨테이너 등을 취급한다. 또한 우오즈 오프 레일 스테이션 (ORS)·오미 오프 레일 스테이션에서 모여 들어온 컨테이너 화물도 취급한다. 그 밖에, 산업폐기물과 특별관리 산업폐기물 등의 취급 면허도 보유하고 있다.

## 역 구조
본선은 남쪽 방향에 부설되어 있으며, 각종 측선과 설비들은 그 동쪽에 있다. 컨테이너 하적장이 두개 설치되어 있다. 착발선과 화물용 1·2번선의 승강장은 서쪽에, 화물용 4번선의 승강장은 동쪽에 있다. 또한 화물용 1번선은 선로 한쪽 방향이 끊겨있다.
도야마 방면으로는 일본화물철도 도야마 기관구와 서일본 여객철도 도야마 지역 철도부 도야마 운전 센터가, 역 북쪽으로는 화차 검수고가 있다.

## 역사
- 1955년 10월 1일: 일본국유철도 호쿠리쿠 본선 도야마 역 ~ 히가시토야마 역 사이에 조차장으로 개업했다.
- 1987년
  - 3월 31일: 역으로 승격. "도야마소 역"이 되었다.
  - 4월 1일: 민영화에 따라 일본화물철도의 소속이 되었다.
- 1990년 3월 10일: 도야마 역의 화물취급 업무를 이관받아 "도야마카모쓰 역"으로 개칭되었다. 화물의 취급을 개시했다.